# Accademia Musicale Chigiana

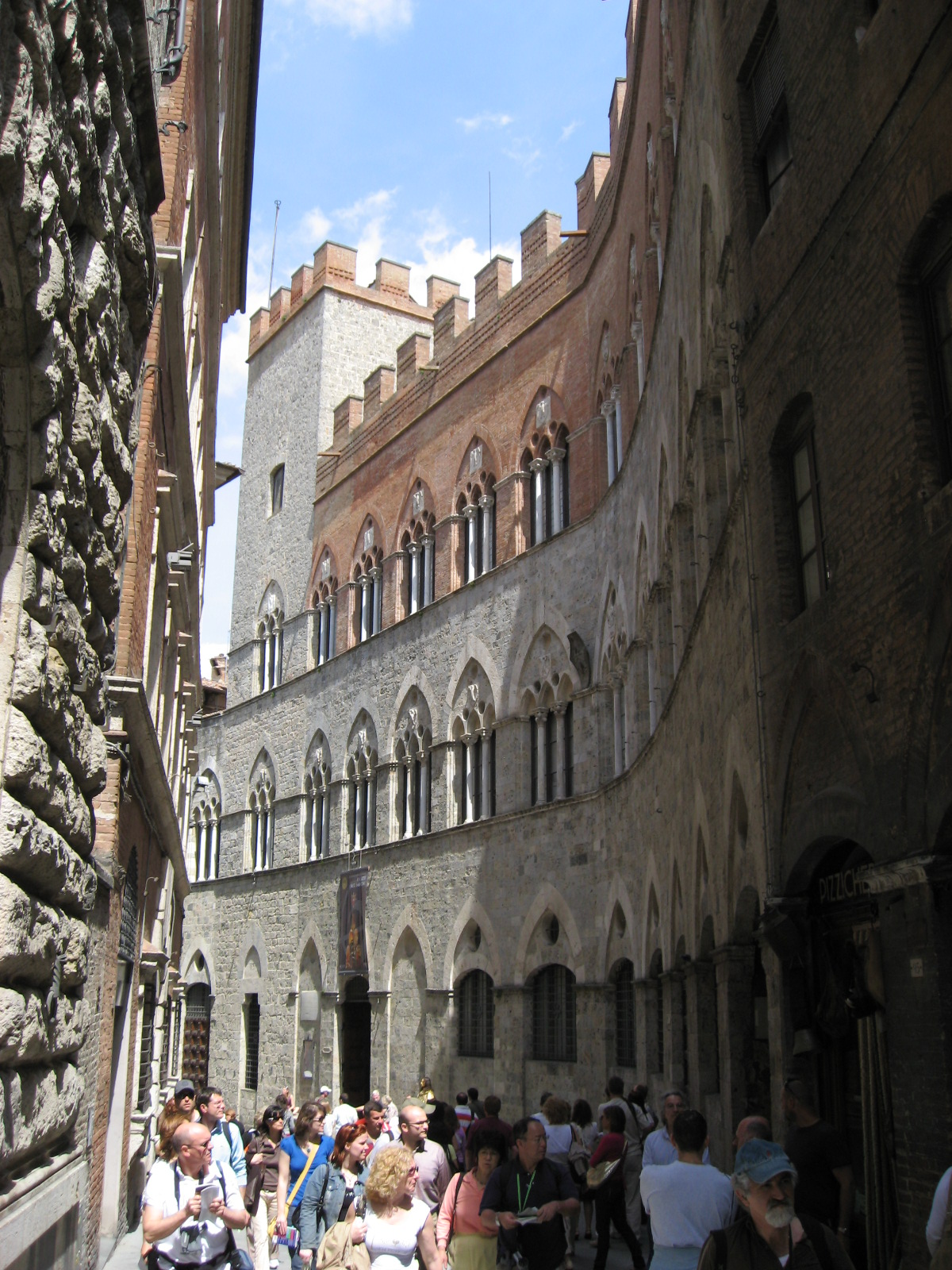
Palazzo Chigi Saracini, edifício da Accademia Musicale Chigiana

A Accademia Musicale Chigiana (português: Academia Musical Chigiana) é um instituto de música em Siena, Itália. A academia foi fundada pelo conde Guido Chigi Saracini em 1932 como um centro internacional de estudos musicais avançados. Ela profissionaliza Master Classes nos principais instrumentos musicais, bem como canto, regência e composição. Durante os meses de verão, uma série de concertos é realizada sob o título de Estate Musicale Chigiana.
Entre os professores da academia nos anos 1950 estavam Clotilde von Derp e Alexander Sakharoff, que interromperam sua turnê internacional para lecionar na academia a convite de Guide Chigi.
Em 1983, a Accademia Musicale Chigiana, Fulvia Casella Nicolodi e Guido Turchi criaram o Concurso Internacional de Composição com o nome Alfredo Casella, em comemoração ao centenário do seu nascimento. Foi atribuído à competição o Prêmio Internacional Accademia Musicale Chigiana, e entre os nomes dos vencedores estão alguns dos mais famosos na área de concertos internacionais. Esses nomes juntam-se à história da Accademia Chigiana, já privilegiada de presenças ilustres.
O Quintetto Chigiano tirou o nome da academia, e o seu líder, Riccardo Brengola, foi Professor Emérito da Accademia durante 64 anos.
A Accademia ocupa o Palazzo Chigi-Saracini, construído no século XIV e contém uma importante biblioteca de obras musicais e literárias com mais de 70.000 volumes, bem como a Coleção de Arte Chigi Saracini e o Museu de Instrumentos Musicais.

## Ex-alunos notáveis
| - Claudio Abbado - Salvatore Accardo - Daniel Barenboim - David J. Buch - Roberto Carnevale - Gérard Caron - Gaspar Cassadó - Aldo Ceccato - Riccardo Chailly - Jorge Chaminé - Keith Clark - Donald Covert - Alirio Diaz - Marcin Dylla - Ciarán Farrell - Ádám Fischer | - Sona Ghazarian - Carlo Maria Giulini - Achim Holub - Sylvia Kersenbaum - Mario Lamberto - Zubin Mehta - Marco Misciagna - Domenico Nordio - Daniel Oren - Giuseppe Sinopoli - Uto Ughi - Saša Večtomov - Roman Vlad - John Williams - Ivan Yanakov (pianist) - Franco Venturini (musician) |

## Premiados com o Prêmio Internacional Accademia Musicale Chigiana
Os laureados do Prêmio Internacional Accademia Musicale Chigiana incluem:
- Gidon Kremer, violino (1982)
- Peter Serkin, piano (1983)
- Shlomo Mintz, violino (1984)
- Krystian Zimerman, piano (1985)
- Anne-Sophie Mutter, violino (1986)
- Andras Schiff, piano (1987)
- Viktoria Mullova, violino (1988)
- Andrei Gavrilov, piano (1989)
- Frank Peter Zimmermann, violino (1990)
- Evgeny Kissin, piano (1991)
- Gil Shaham, violino (1992)
- Esa-Pekka Salonen, maestro (1993)
- Maxim Vengerov, violino (1995)
- Hagen Quartet, quarteto de cordas (1996)
- Tabea Zimmermann, viola (1997)
- Lilya Zilberstein, piano (1998)
- Matt Haimovitz, violoncelo (1999)
- Julian Rachlin, violino (2000)
- Leif Ove Andsnes, piano (2001)
- Hilary Hahn, violino (2002)
- Arcadi Volodos, piano (2003)
- Artemis Quartet, quarteto de cordas (2004)
- Sarah Chang, violino (2005)
- Paul Lewis, piano (2006)
- Lisa Batiashvili, violino (2009)
- Rafał Blechacz, piano (2010)